# Graphium aristeus
Chain Swordtail Graphium aristeus là một loài bướm ngày được tìm thấy ở Nam Á và Đông Nam Á. Phụ loài của loài này anticrates được luật pháp bảo vệ ở Ấn Độ. Nó được tìm thấy ở Sikkim, Bhutan và Assam.

## Hình ảnh

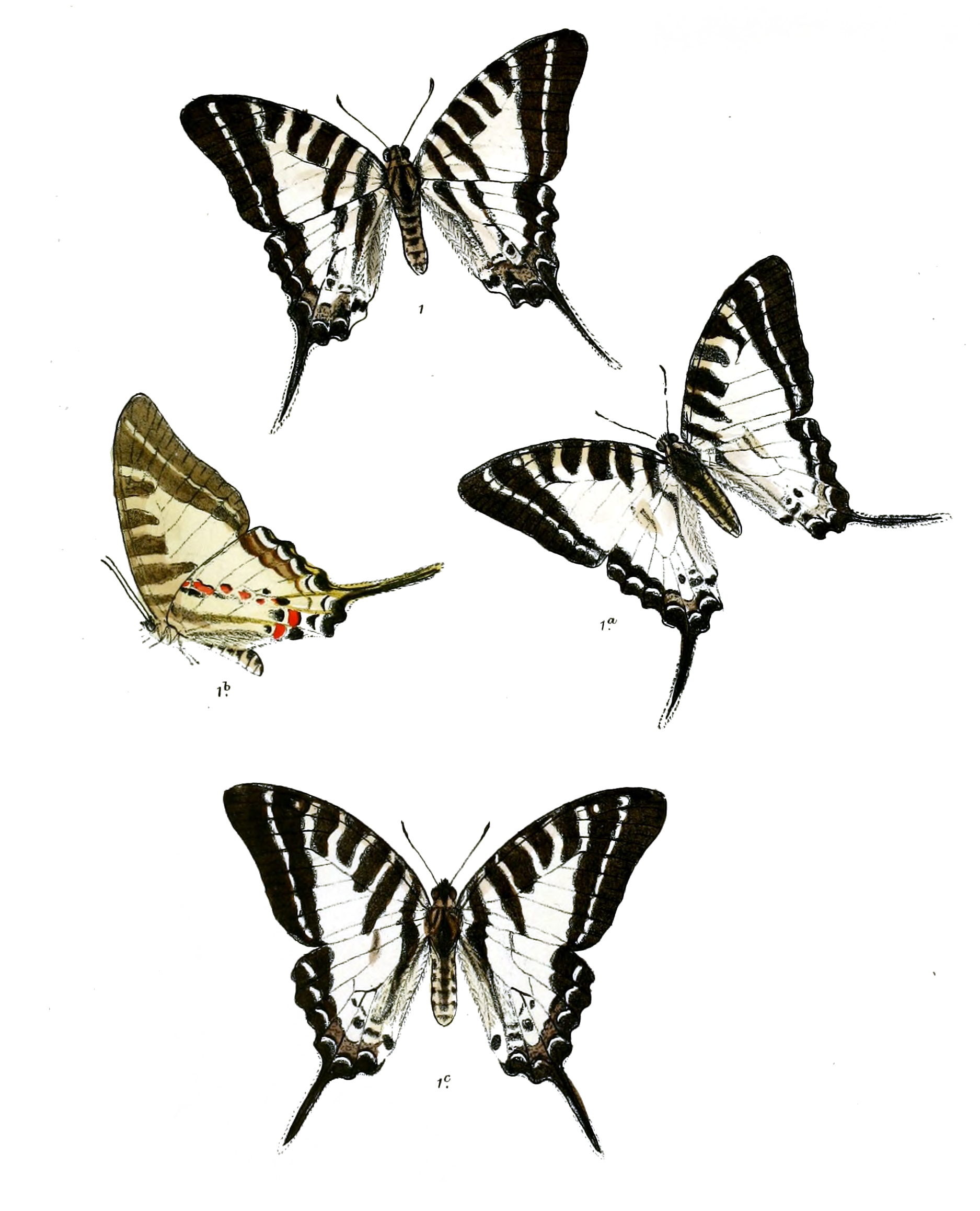
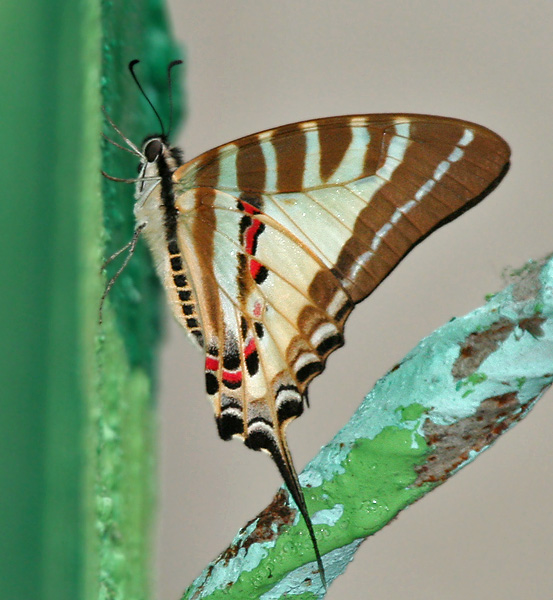
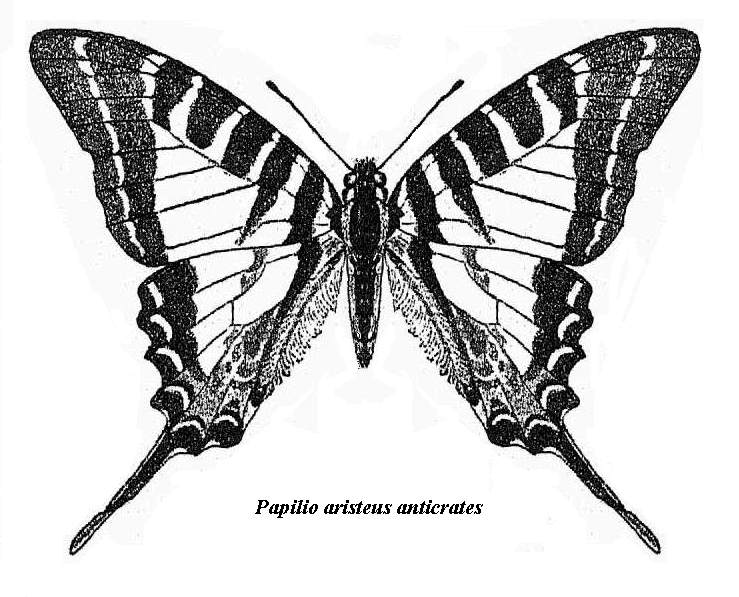
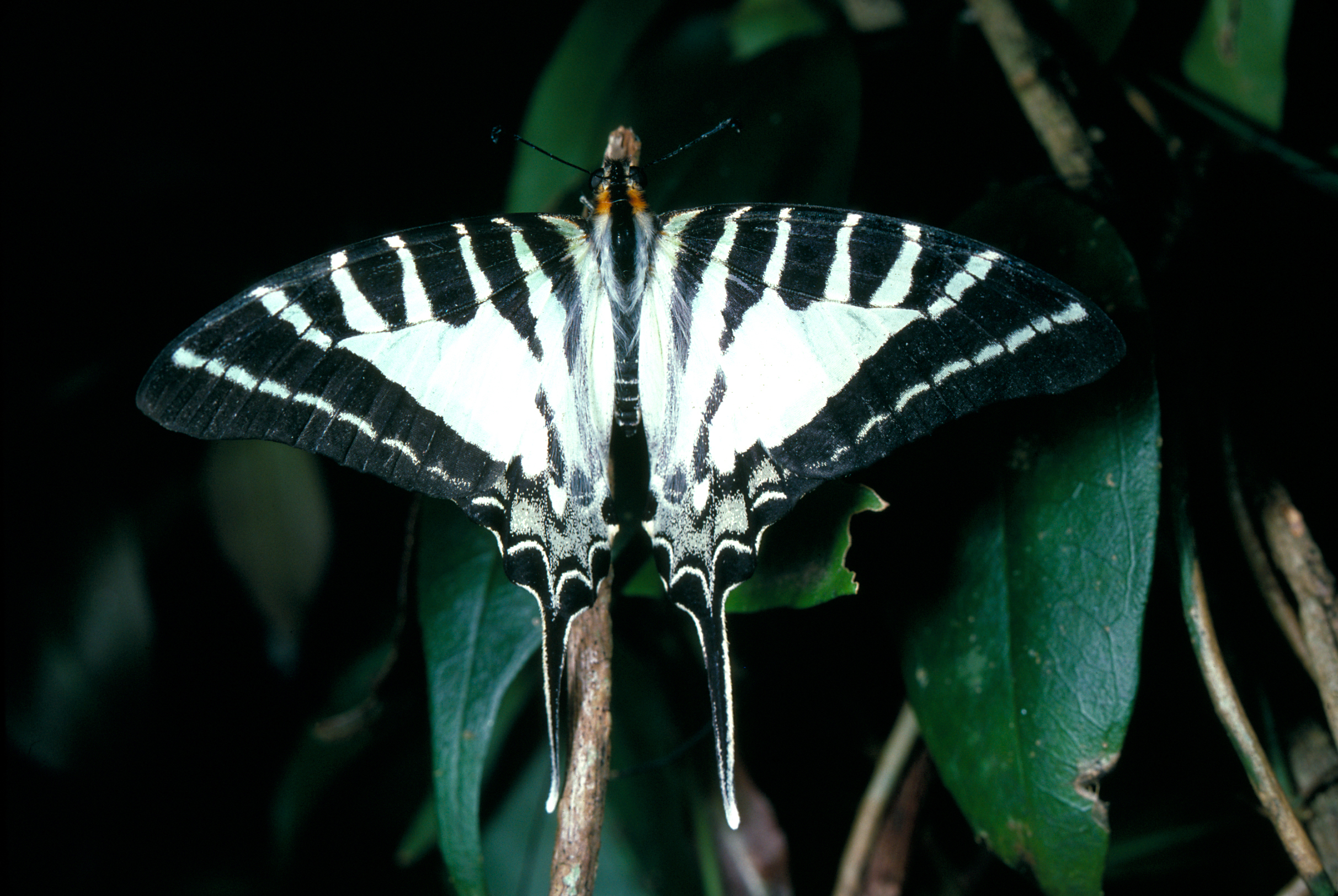
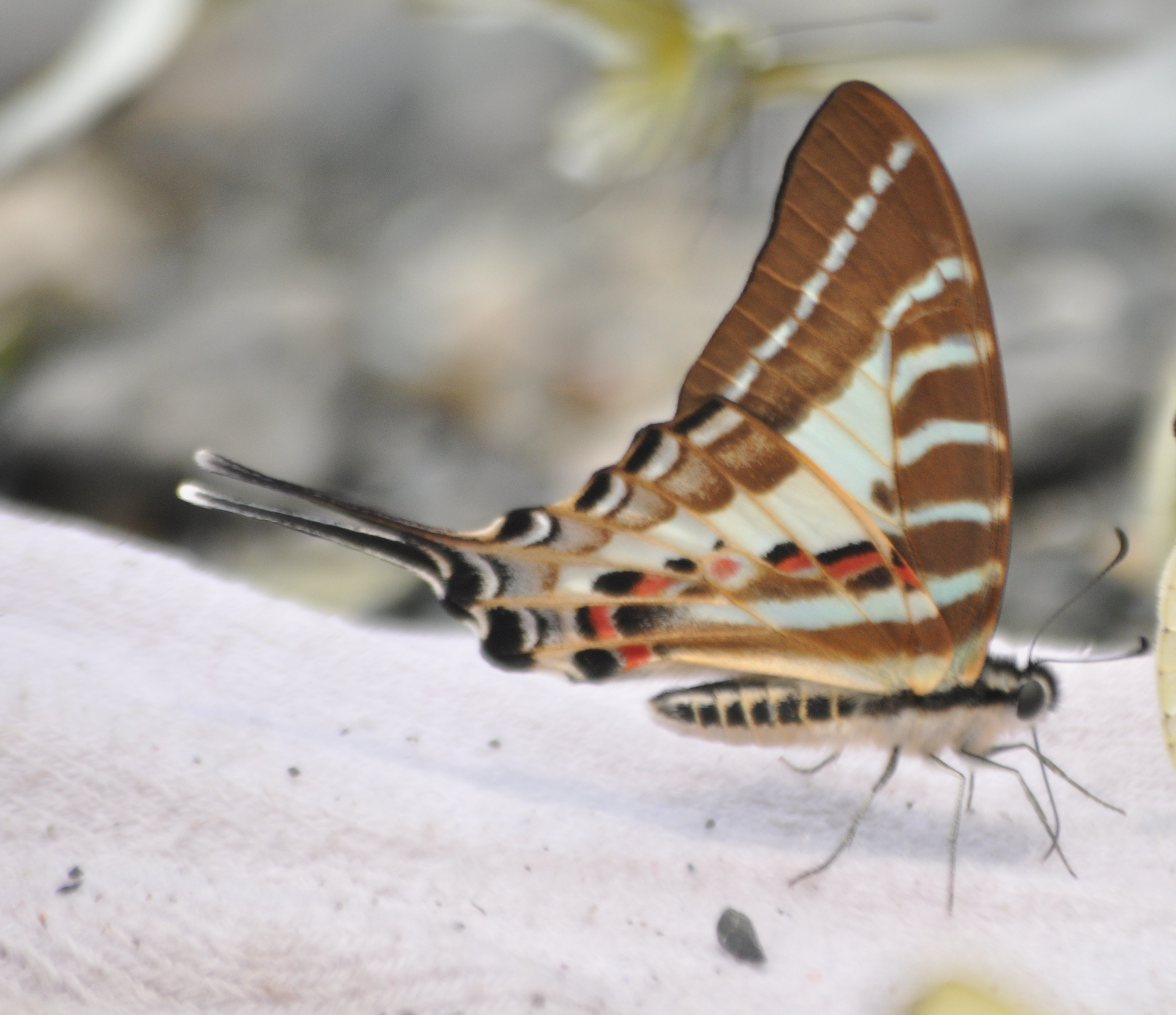